# 아흐메드 파티
아흐메드 파티 압델모넴 아흐메드 이브라힘(아랍어: أحمد فتحي; Ahmed Fathi Abdelmonem Ahmed Ibrahim, 1984년 11월 10일~)은 이집트의 전 축구 선수이다. 현역 시절 수비형 미드필더와 라이트백으로 뛰었다.
이스마일리의 유스 출신으로, 이스마일리에서 데뷔하여 2007년에 셰필드 유나이티드로 이적하여 프리미어리그에 데뷔하였다. 그러나 반 년 후에 알아흘리로 이적하여 이집트로 복귀하였다. 파티는 2002년부터 이집트 축구 국가대표팀에서 뛰어 A매치에 100경기 이상 출장하였다. 이집트의 2006년, 2008년, 2010년 아프리카 네이션스컵 3연패의 주축이었고, 이후 이집트의 28년 만의 월드컵인 2018년 FIFA 월드컵에도 출전하였다.

## 같이 보기
- A매치 100경기 이상 출전한 축구 선수 명단